# Carlo Giuseppe Beraudo di Pralormo
Carlo Giuseppe Francesco Angelo Maria Vincenzo Sebastiano Beraudo di Pralormo (Torino, 2 agosto 1784 – Torino, 10 dicembre 1855) è stato un diplomatico e politico italiano.

## Incarichi di Governo
Regno di Sardegna ante 4 marzo 1848
- Primo segretario di Stato delle finanze (8 dicembre 1834)
- Primo segretario di Stato dell'interno (22 aprile 1835)